# Lijst van isomeren van undecaan
Deze lijst bevat de isomeren van undecaan.

## Onvertakt molecuul
- Undecaan

## Decaan
| - 2-Methyldecaan | - 3-Methyldecaan | - 4-Methyldecaan | - 5-Methyldecaan |

## Nonaan

### Ethyl
| - 3-Ethylnonaan | - 4-Ethylnonaan | - 5-Ethylnonaan |

### Dimethyl
| - 2,2-Dimethylnonaan | - 2,3-Dimethylnonaan | - 2,4-Dimethylnonaan | - 2,5-Dimethylnonaan | - 2,6-Dimethylnonaan |
| - 2,7-Dimethylnonaan | - 2,8-Dimethylnonaan | - 3,3-Dimethylnonaan | - 3,4-Dimethylnonaan | - 3,5-Dimethylnonaan |
| - 3,6-Dimethylnonaan | - 3,7-Dimethylnonaan | - 4,4-Dimethylnonaan | - 4,5-Dimethylnonaan | - 4,6-Dimethylnonaan |
| - 5,5-Dimethylnonaan |                      |                      |                      |                      |

## Octaan

### Propyl
| - 4-Propyloctaan | - 4-(1-Methylethyl)octaan of 4-i-propyloctaan |

### Ethyl+Methyl
| - 3-Ethyl-2-methyloctaan | - 3-Ethyl-3-methyloctaan | - 3-Ethyl-4-methyloctaan | - 3-Ethyl-5-methyloctaan | - 3-Ethyl-6-methyloctaan |
| - 4-Ethyl-2-methyloctaan | - 4-Ethyl-3-methyloctaan | - 4-Ethyl-4-methyloctaan | - 4-Ethyl-5-methyloctaan | - 5-Ethyl-2-methyloctaan |
| - 5-Ethyl-3-methyloctaan | - 6-Ethyl-2-methyloctaan |                          |                          |                          |

### Trimethyl
| - 2,2,3-Trimethyloctaan | - 2,2,4-Trimethyloctaan | - 2,2,5-Trimethyloctaan | - 2,2,6-Trimethyloctaan | - 2,2,7-Trimethyloctaan |
| - 2,3,3-Trimethyloctaan | - 2,3,4-Trimethyloctaan | - 2,3,5-Trimethyloctaan | - 2,3,6-Trimethyloctaan | - 2,3,7-Trimethyloctaan |
| - 2,4,4-Trimethyloctaan | - 2,4,5-Trimethyloctaan | - 2,4,6-Trimethyloctaan | - 2,4,7-Trimethyloctaan | - 2,5,5-Trimethyloctaan |
| - 2,5,6-Trimethyloctaan | - 2,6,6-Trimethyloctaan | - 3,3,4-Trimethyloctaan | - 3,3,5-Trimethyloctaan | - 3,3,6-Trimethyloctaan |
| - 3,4,4-Trimethyloctaan | - 3,4,5-Trimethyloctaan | - 3,4,6-Trimethyloctaan | - 3,5,5-Trimethyloctaan | - 4,4,5-Trimethyloctaan |

## Heptaan

### Diethyl
| - 3,3-Diethylheptaan | - 3,4-Diethylheptaan | - 3,5-Diethylheptaan | - 4,4-Diethylheptaan |

### Ethyl+Methyl
| - 3-Ethyl-2,2-dimethylheptaan | - 3-Ethyl-2,3-dimethylheptaan | - 3-Ethyl-2,4-dimethylheptaan | - 3-Ethyl-2,5-dimethylheptaan | - 3-Ethyl-2,6-dimethylheptaan |
| - 3-Ethyl-3,4-dimethylheptaan | - 3-Ethyl-3,5-dimethylheptaan | - 3-Ethyl-4,4-dimethylheptaan | - 3-Ethyl-4,5-dimethylheptaan | - 4-Ethyl-2,2-dimethylheptaan |
| - 4-Ethyl-2,3-dimethylheptaan | - 4-Ethyl-2,4-dimethylheptaan | - 4-Ethyl-2,5-dimethylheptaan | - 4-Ethyl-2,6-dimethylheptaan | - 4-Ethyl-3,3-dimethylheptaan |
| - 4-Ethyl-3,4-dimethylheptaan | - 4-Ethyl-3,5-dimethylheptaan | - 5-Ethyl-2,2-dimethylheptaan | - 5-Ethyl-2,3-dimethylheptaan | - 5-Ethyl-2,4-dimethylheptaan |
| - 5-Ethyl-2,5-dimethylheptaan | - 5-Ethyl-3,3-dimethylheptaan |                               |                               |                               |

### Tetramethyl
| - 2,2,3,3-Tetramethylheptaan | - 2,2,3,4-Tetramethylheptaan | - 2,2,3,5-Tetramethylheptaan | - 2,2,3,6-Tetramethylheptaan | - 2,2,4,4-Tetramethylheptaan |
| - 2,2,4,5-Tetramethylheptaan | - 2,2,4,6-Tetramethylheptaan | - 2,2,5,5-Tetramethylheptaan | - 2,2,5,6-Tetramethylheptaan | - 2,2,6,6-Tetramethylheptaan |
| - 2,3,3,4-Tetramethylheptaan | - 2,3,3,5-Tetramethylheptaan | - 2,3,3,6-Tetramethylheptaan | - 2,3,4,4-Tetramethylheptaan | - 2,3,4,5-Tetramethylheptaan |
| - 2,3,4,6-Tetramethylheptaan | - 2,3,5,5-Tetramethylheptaan | - 2,3,5,6-Tetramethylheptaan | - 2,4,4,5-Tetramethylheptaan | - 2,4,4,6-Tetramethylheptaan |
| - 2,4,5,5-Tetramethylheptaan | - 3,3,4,4-Tetramethylheptaan | - 3,3,4,5-Tetramethylheptaan | - 3,3,5,5-Tetramethylheptaan | - 3,4,4,5-Tetramethylheptaan |

### Methyl+Propyl
| - 2-Methyl-4-propylheptaan          | - 3-Methyl-4-propylheptaan          | - 4-Methyl-4-propylheptaan | - 2-Methyl-3-(1-methylethyl)heptaan | - 2-Methyl-4-(1-methylethyl)heptaan |
| - 3-Methyl-4-(1-methylethyl)heptaan | - 4-Methyl-4-(1-methylethyl)heptaan |                            |                                     |                                     |

### tert-Butyl
- 4-(1,1-Dimethylethyl)heptaan of 4-tert-Butylheptaan

## Hexaan

### Pentamethyl
| - 2,2,3,3,4-Pentamethylhexaan | - 2,2,3,3,5-Pentamethylhexaan | - 2,2,3,4,4-Pentamethylhexaan | - 2,2,3,4,5-Pentamethylhexaan | - 2,2,3,5,5-Pentamethylhexaan |
| - 2,2,4,4,5-Pentamethylhexaan | - 2,3,3,4,4-Pentamethylhexaan | - 2,3,3,4,5-Pentamethylhexaan |                               |                               |

### Ethyl+Trimethyl
| - 3-Ethyl-2,2,3-trimethylhexaan | - 3-Ethyl-2,2,4-trimethylhexaan | - 3-Ethyl-2,2,5-trimethylhexaan | - 3-Ethyl-2,3,4-trimethylhexaan | - 3-Ethyl-2,3,5-trimethylhexaan |
| - 3-Ethyl-2,4,4-trimethylhexaan | - 3-Ethyl-2,4,5-trimethylhexaan | - 3-Ethyl-3,4,4-trimethylhexaan | - 4-Ethyl-2,2,3-trimethylhexaan | - 4-Ethyl-2,2,4-trimethylhexaan |
| - 4-Ethyl-2,2,5-trimethylhexaan | - 4-Ethyl-2,3,3-trimethylhexaan | - 4-Ethyl-2,3,4-trimethylhexaan |                                 |                                 |

### Diethyl+Methyl
| - 3,3-Diethyl-2-methylhexaan | - 3,3-Diethyl-4-methylhexaan | - 3,4-Diethyl-2-methylhexaan | - 3,4-Diethyl-3-methylhexaan | - 4,4-Diethyl-2-methylhexaan |

### Dimethyl+Propyl
| - 2,2-Dimethyl-3-(1-methylethyl)hexaan | - 2,3-Dimethyl-3-(1-methylethyl)hexaan | - 2,4-Dimethyl-3-(1-methylethyl)hexaan | - 2,5-Dimethyl-3-(1-methylethyl)hexaan |

## Pentaan

### Hexamethyl
- 2,2,3,3,4,4-Hexamethylpentaan

### Ethyl+Tetramethyl
| - 3-Ethyl-2,2,3,4-tetramethylpentaan | - 3-Ethyl-2,2,4,4-tetramethylpentaan |

### Diethyl+Dimethyl
| - 3,3-Diethyl-2,2-dimethylpentaan | - 3,3-Diethyl-2,4-dimethylpentaan |

### Trimethyl+Propyl
| - 2,2,4-Trimethyl-3-(1-methylethyl)pentaan | - 2,3,4-Trimethyl-3-(1-methylethyl)pentaan |